# Rakety Thor

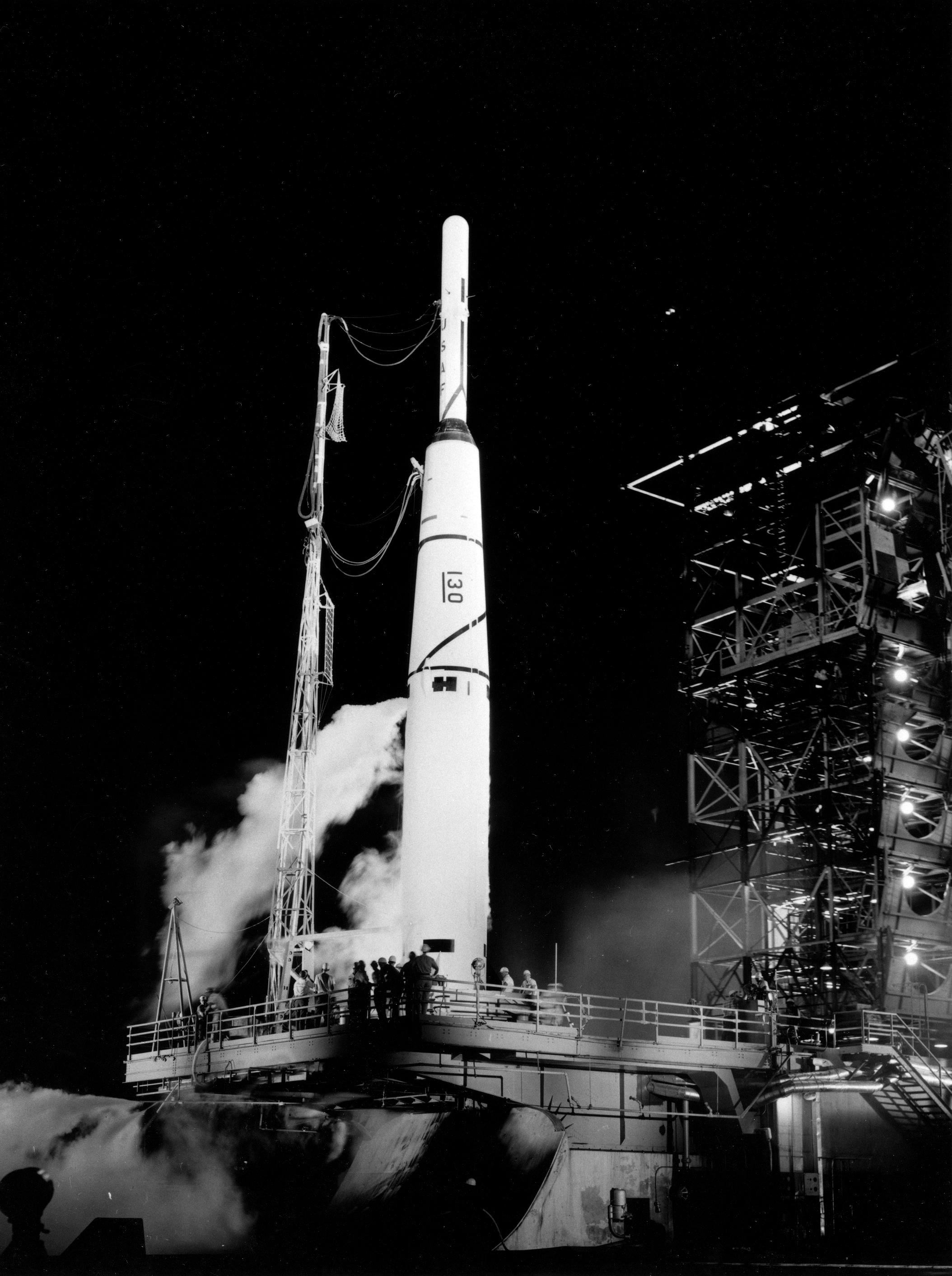
Raketa Thor-Able se sondou Pioneer 1

Rakety Thor byly první balistické rakety v arzenálu USA, spadaly pod velení USAF. Jejich název je odvozen od severského boha hromu Thóra. Mezi lety 1959–1963 byly rozmístěny na základnách ve Velké Británii, jako rakety středního doletu a byly vybaveny termonukleárními hlavicemi. Později byly přestavěny na nosné rakety a posloužily jako základ pro další generaci nosných systémů – Rakety Delta. V současné době již řada raket Thor není v aktivní službě, její první stupeň je však stále využíván v raketách Delta II.

## Základní data
Jednostupňová balistická raketa Thor byla první spolehlivější raketa středního doletu vyvinutá v USA. Byla vybavena motorem MB 3. Motor měl tah 700 kN, pohonnými látkami byl kapalný kyslík a RP-1 (kerosen). Postupně byla modernizována, výkon motoru se zvyšoval až na 912 kN (typ RS-27) a zvětšovaly se i nádrže KPH. Základní stupeň byl kombinován se stupni dalšími.

## Varianty

### Thor Able

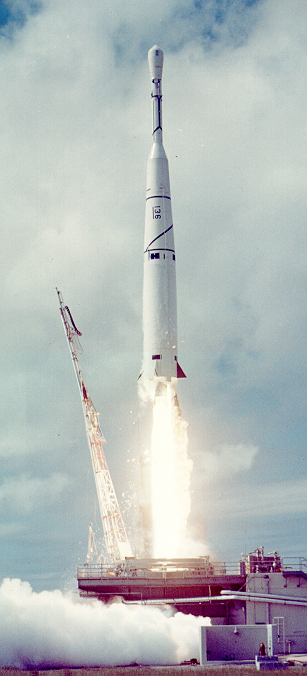
Raketa Thor-Able II se satelitem Transit 1A

Na první stupeň Thor byl připojen druhý stupeň Able s motorem AJ-10, převzatý z rakety Vanguard. Třetí stupeň byl převzat z rakety Scout. Thor Able byla schopná vynést na nízkou oběžnou dráhu Země těleso o hmotnosti 130 kg (někde je uváděno 120 kg), pro únikovou dráhu 45 kg. Startovala celkem šestnáctkrát a šestkrát selhala, tři selhání byly zapříčiněny třetím stupněm Altair. Sloužila jako nosný systém v programu Pioneer.

Verze
- Thor Able I – třístupňová, 3 starty, 3 selhání, vyřazena 1958
- Thor Able II – dvoustupňová, 8 startů, 2 selhání, vyřazena 1960
- Thor Able II MI – třístupňová, 3 starty, 1 selhání
- Thor Able III – třístupňová, start pouze jeden, vyřazena 1959
- Thor Able IV – třístupňová, start pouze jeden, vyřazena 1959

### Thor Ablestar
K prvnímu stupni Thor byl použit zmodernizovaný druhý stupeň Thor Able. Raketa měla větší nádrže a její motor mohl být jednou restartován. Na oběžnou dráhu Země mohla vynést 230 kg.
- 14. dubna 1960 vynesla první testovací satelit systému TRANSIT 1b (viz TRANSIT, známý též jako NAVSTAR).
- 22. června 1960 vynesla první satelit pro elektronický průzkum GRAB pro US NAVY.
- 29. června 1961 došlo k nehodě a satelit TRANSIT 4A explodoval, byla to první neúmyslná exploze na oběžné dráze a vytvořila nejméně 294 pozorovatelných úlomků.

### Thor Agena
K prvnímu stupni Thor byl připojen rekonstruovaný druhý stupeň Agena. Rekonstrukce spočívala ve zvýšení výkonu motoru až na 770 kN, změně pohonných látek, později byl první stupeň doplněn třemi pomocnými startovacími motory. Raketu využívaly zejména americké ozbrojené síly a CIA, pro vynášení špionážních družic programu CORONA. 29. září 1962 vynesla Thor Agena B první Kanadskou družici Alouette 1. Vyráběla se ve třech verzích: Thor-Agena-A, Thor-Agena-B a Thor-Agena-D. První start se konal 21. ledna 1959 a naposledy odstartovala 17. ledna 1968.

### Thorad Agena
První stupeň byla prodloužená verze rakety Thor, převzatá z programu Delta a druhý stupeň Agena-D byl používán již v programu Thor-Agena. Jako pomocné rakety se používaly tři rakety Castor. Mezi lety 1966 až 1972 se uskutečnilo celkem 43 startů, dvakrát došlo k selhání a jednou se nepodařilo dopravit satelit na správnou dráhu. Náklad většinou tvořily špionážní a navigační družice pro armádu, ke konci projektu bylo na orbitu dopraveno i několik vědeckých a meteorologických družic.

### Delta
Vznikla další modernizací stupně Able a používala se i v trojstupňové verzi. Byla schopná vynést na nízkou oběžnou dráhu Země 2 100 kg, na dráhu stacionární 475 kg. Měla celou řadu pomocných motorů.

### Thor Burner
Tato varianta se příliš často nepoužívala, k základnímu stupni Thor byl připojen druhý a třetí stupeň Burner, později Burner II (používaný i na raketách Delta a někdy označován jako Star-37), první verze Thor-Burner používala druhý stupeň Altair 3 (později označovaný jako Burner I). Mezi lety 1965–1976 vykonala 24 letů, přičemž dvakrát selhala. Mohla vynést 150 kg (Thor-Burner) až 513 kg (Thor-Burner IIA) na nízkou oběžnou dráhu. Jejím hlavním posláním byla doprava vojenských meteorologických družic programu Defense Meteorological Satellite Program (DMSP).
Verze
- Thor Burner I – dvoustupňová, vyřazena 1966, 4 starty, 1 selhání
- Thor Burner II – třístupňová, vyřazena 1971, 12 startů, 100% úspěšnost
- Thor Burner IIA – třístupňová, vyřazena 1971, 8 startů, 1 selhání